# Пикте, Марк Огюст
Марк Огюст Пикте (1752—1825) — швейцарский физик-экспериментатор и натуралист.
Родился в семье полковника на голландской службе. В возрасте 14 лет поступил в Женевскую Академию, где изучал философию и право, был учеником и впоследствии другом Соссюра. В 1774 году был приведён к адвокатской присяге, но, поскольку его больше занимала наука, с 1776 года, после возвращения из образовательной поездки в Англию, работал в оконченной им академии, где преподавал физику и философию, получив в 1786 году учёное звание профессора, а также был помощником астронома Жака-Андре Мелье, основавшего на Сент-Антуанской башне Женевы первую в городе обсерваторию, будучи с 1790 года её фактическим руководителем.
В 1782 году был избран членом так называемого «Совета двухсот», но уже через год вышел в отставку, не желая поддерживать «реакционное», по его мнению, правительство. В 1793 году, после победы в Женеве революции, был вместе со своим братом избран в недавно сформированное Национальное собрание, однако уже через несколько месяцев был вынужден уйти в отставку из-за обвинений в «якобитских злоупотреблениях». Был известен как сторонник присоединения Женевы к Франции, однако после того, как это произошло, в 1802 году тщетно выступал за заключение мира и восстановление торговых отношений с Англией. В 1804 году, тем не менее, Пикте стал офицером Ордена Почётного легиона, а в 1808 году Наполеон Бонапарт назначил его одним из пятнадцати главных инспекторов народного образования — должность, на которой он находился до 1813 года, — и в том же 1808 году возвёл его в Рыцари империи. Однако когда в 1810 году Пикте отказался стать ректором Страсбургской академии, то оказался в опале при режиме Наполеона. В 1815 году стал одним из основателей Швейцарского общества естественных наук в Женеве.
Пикте активно занимался исследования в области физики и математики и был основателем «Bibliothèque universelle»; с 1796 года издавал научный журнал «Bibliothèque britannique» («Библиотека британики»), с 1787 года —  «Женевский журнал»; принимал участие в редактировании обоих изданий. В 1786 году вступил в Общество искусств Женевы. С 1776 года интересовался альпинизмом и метеорологией, вместе с Соссюром совершил несколько экспедиций на Монблан и проводил там метеорологические наблюдения. Был известен своими окончившимися коммерческой неудачей десятилетними (1786—1796) попытками основать в Швейцарии производство фарфора по английским технологиям (Англию он посещал несколько раз между 1775 и 1801 годами). В 1817 году основал метеорологическую станцию на перевале Сен-Бернар.
Основные работы учёного были посвящены экспериментальным исследованиям в области теплоты и гигрометрии. Так, в 1790 году он поставил так называемый «опыт с зеркалами» (или «отражением холода»), доказавший ложность представлений о так называемых «лучах» и «материях холода» и показавший существование отражения теплового излучения. Этот эксперимент был очень важен для своего времени, так как позволил объяснить природу явления лучистой теплоты и стал основой для формулирования физиком  Пьером Прево его теории подвижного теплового равновесия. Пикте занимался также измерениями скорости распространения теплоты, но не преуспел в этом. Оставил также научные работы по геологии, геодезии, астрономии, метеорологии.
С 1791 года был членом Лондонского, с 1796 года — Эдинбургского королевских обществ, в 1803 году стал членом-корреспондентом Парижской Академии наук. В честь Пикте назван кратер на Луне.